# 卡莱维·海迈莱伊宁
卡莱维·海迈莱伊宁（芬蘭語：Kalevi Hämäläinen，1932年12月13日—2005年1月10日），芬兰男子越野滑雪运动员。他曾代表芬兰参加1956年、1960年和1964年冬季奥林匹克运动会越野滑雪比赛。